# Namkhai Norbu Rinpoché
Namkhai Norbu Rinpoché aussi appelé Chögyal Namkhai Norbu (né le 8 décembre 1938 à Geug dans le Derge au Kham (une province orientale du Tibet) et mort le 27 septembre 2018 à Arcidosso (Toscane)) est un anthropologue, professeur d'université et écrivain tibétain.  

## Biographie
Il est reconnu comme la réincarnation du maître dzogchen et tertön Adzom Drukpa (1842-1924) et plus tard par le 16e Karmapa comme une réincarnation de Shabdrung Ngawang Namgyal (1594-1651), le fondateur du Bhoutan. Namkhai Norbu Rinpoché est également un tertön.
À la fin des années 1950, Chögyal Namkhai Norbu se rend en pèlerinage au Tibet, en Inde et au Népal. Alors qu'il séjourne au Sikkim en 1959, le soulèvement tibétain de 1959 le contraint à l'exil. Plus tard, vivant en Occident depuis plusieurs années, il apprend que nombre de membres de sa famille ont été capturés par les Chinois, mis en prison, torturés et, bien que sans être coupables de rien, ils sont morts. Il reste au Sikkim et travaille comme auteur et rédacteur en chef de manuels tibétains du Bureau de développement du gouvernement du Sikkim à Gangtok (1958-1960).
Sur l'invitation du célèbre orientaliste Giuseppe Tucci, Rinpoché s'installe en Italie en 1960, où il occupe un poste à l'Institut italien pour le Moyen et l'Extrême-Orient (IsMEO) à Rome et, à partir de 1962, à l'Institut universitaire oriental de Naples, où il a enseigné la langue et la littérature tibétaines jusqu'en 1992.
Dans les années 1960, Chögyal Namkhai Norbu Rinpoché est reçu par le pape Paul VI et par le président italien Giovanni Gronchi. 
En 1966, Chögyal Namkhai Norbu Rinpoché est le traducteur de la délégation tibétaine, menée par Trijang Rinpoché et comprenant aussi Phala Thupten Woenden, reçue par le pape Paul VI, conformément aux souhaits du dalaï-lama,. 
En 1968, il se marie avec Rosa Tolli, fonde une famille et acquiert la nationalité italienne. Leur fils Yeshi Silvano Namkhai est né en 1970 à Rome.
Il est l'auteur de nombreux ouvrages sur l'histoire, la médecine tibétaine, l'astrologie et la religion bön.
Il a reçu la plus haute distinction d'Italie, Commandeur de l'Ordre du Mérite de la République italienne, lors d'une cérémonie dans la salle du conseil de la ville d'Arcidosso le 11 septembre 2018, des mains du préfet de Grosseto, Cinzia Torraco.
Il a créé des communautés de Dzogchen en Italie (Merigar Ouest), aux États-Unis, en Amérique du Sud, en Australie et en Russie, ainsi que l’Institut international Shang-Shung, chargé de préserver les traditions culturelles du Tibet.

### Article
- Philippe Cornu, « Chögyal Namkhaï Norbu, maître de conscience », Le Monde des Religions, n° 21 (janvier-février 2007), p. 61-63